# Lena Rea
Lena Rea (* um 1940, verheiratete Lena McAleese) ist eine irische Badmintonspielerin.

## Karriere
Lena Rea gewann 1959 ihren ersten nationalen Titel in Irland, wobei sie die Mixedkonkurrenz mit Kenneth Carlisle gewann. 1960 und 1961 verteidigten beide den Titel. 1961 siegte Rea auch erstmals bei den Irish Open. Ein weiterer Titel folgte dort 1973 mit Barbara Beckett.

## Sportliche Erfolge
| Saison | Veranstaltung         | Disziplin   | Platz | Name                             |
| ------ | --------------------- | ----------- | ----- | -------------------------------- |
| 1959   | Irische Meisterschaft | Mixed       | 1     | Kenneth Carlisle / Lena Rea      |
| 1960   | Irische Meisterschaft | Mixed       | 1     | Kenneth Carlisle / Lena Rea      |
| 1961   | Irish Open            | Damendoppel | 1     | Sue Peard / Lena Rea             |
| 1961   | Irische Meisterschaft | Mixed       | 1     | Kenneth Carlisle / Lena Rea      |
| 1962   | Irische Meisterschaft | Damendoppel | 1     | Lena McAleese / Mary O’Sullivan  |
| 1964   | Irische Meisterschaft | Damendoppel | 1     | Lena McAleese / Sue Peard        |
| 1968   | Irische Meisterschaft | Mixed       | 1     | Kenneth Carlisle / Lena McAleese |
| 1968   | Irische Meisterschaft | Damendoppel | 1     | Lena McAleese / Joan McCloy      |
| 1969   | Irische Meisterschaft | Damendoppel | 1     | Lena McAleese / Joan McCloy      |
| 1970   | Irische Meisterschaft | Damendoppel | 1     | Lena McAleese / Joan McCloy      |
| 1973   | Irische Meisterschaft | Damendoppel | 1     | Lena McAleese / Sue Peard        |
| 1973   | Irish Open            | Damendoppel | 1     | Barbara Beckett / Lena McAleese  |
| 1974   | Irische Meisterschaft | Damendoppel | 1     | Barbara Beckett / Lena McAleese  |